# William McCoy (Meuterer)
William McCoy († 1798 auf Pitcairn) war ein schottischer Seemann auf dem britischen Handelsschiff Bounty, der nach seiner Beteiligung an der auf ihr begangenen Meuterei zu einem der ersten Siedler auf der Insel Pitcairn und ein Stammvater ihrer Bewohner wurde.

## Leben

### Auf der Bounty

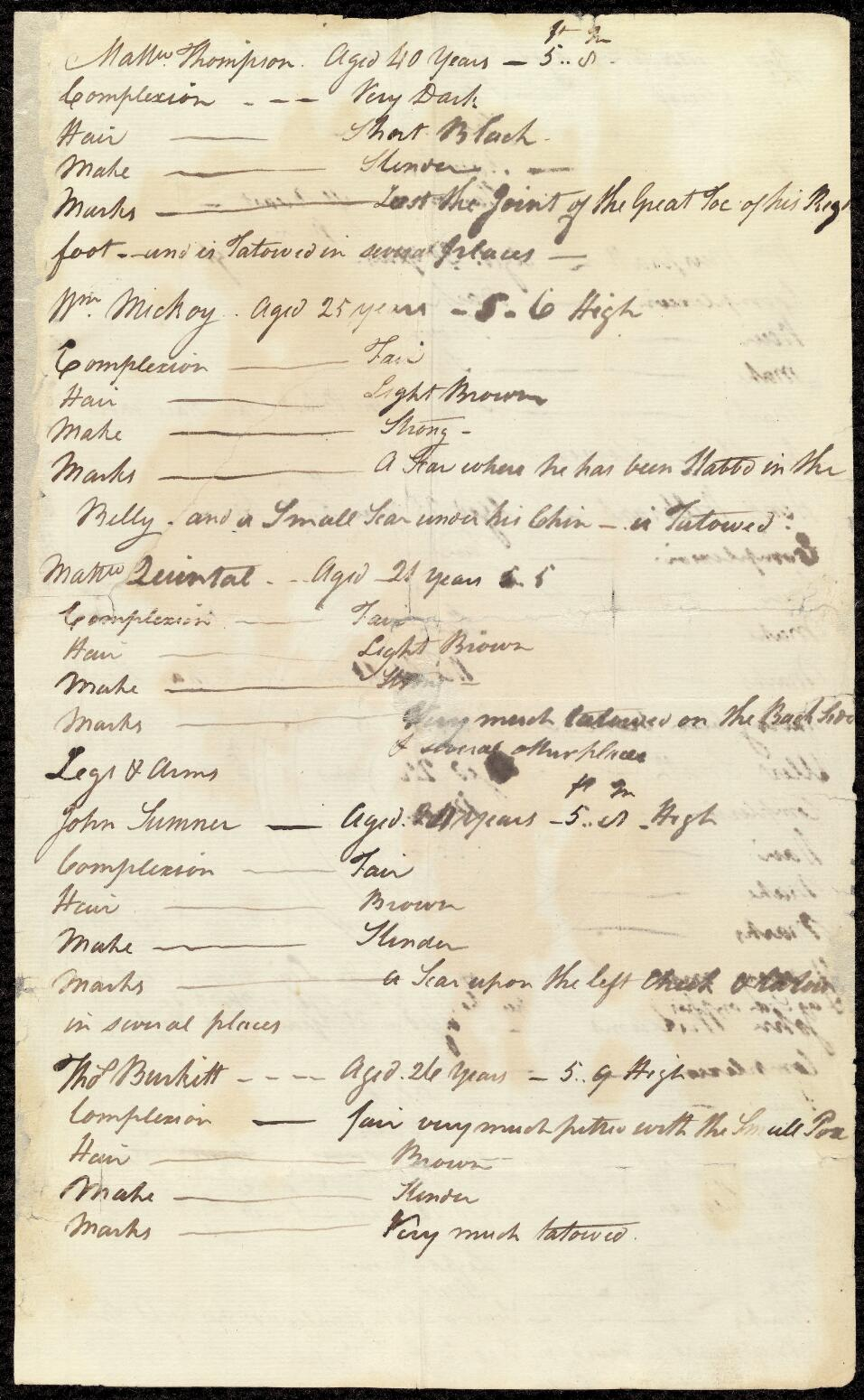
Eine Seite aus Blighs persönlichem Notizbuch mit seiner Beschreibung von Matthew Thompson, William McCoy, Matthew Quintal, John Sumner und Thomas Burkett. National Library of Australia.

Die Schreibweise von McCoys Familiennamen weist in zeitgenössischen Dokumenten eine nicht unübliche Inkonsistenz auf, die besonders bei Personen niederen sozialen Standes häufig vorkam. Sein Name erscheint in den alternativen Schreibweisen McKoy, M’Koy, M’Coy und auch Mickoy. Seine seemännische Laufbahn begann er als Matrose auf HMS Triumph, in deren Musterungsrolle vom April bis Juni 1786 er im Alter von 33 und als aus dem schottischen Ross-shire stammend beschrieben wird. Ob die Altersangabe der Wahrheit entsprach bleibt fraglich, da er später von William Bligh um mehrere Jahre jünger genannt wurde. Bereits in seiner schottischen Heimat hatte er das Handwerk des Destillierens erlernt.
Auf der Triumph hatte McCoy den Seemann Matthew Quintal kennen gelernt, der hier sein Freund wurde. Zusammen schrieben sie sich am 28. November 1787 als Vollmatrosen (Able Seaman) und ohne Angabe zum Alter und Herkunft in die Musterungsrolle der Bounty unter Lt. William Bligh ein, als diese gerade im Spithead vor Portsmouth ankerte. Deren Mission, die Brotfrucht von Tahiti nach Jamaika zu transportieren, begann am 23. Dezember 1787.
Während der gesamten Fahrt nach Tahiti und des fünfmonatigen Aufenthalts dort ist McCoy nicht weiter aufgefallen. Laut James Morrison soll ein wütender Lt. Bligh am 26. April 1789 eine Pistole auf McCoy gerichtet haben, weil dieser ihm nicht die gebührende Aufmerksamkeit entgegengebracht habe. Zwei Tage darauf, am Morgen des 28. April 1789, gehörte McCoy nicht der vom Steuermannsmaat Fletcher Christian geführten dritten Wache an und befand sich unter Deck. Doch betrat er dieses kurz nach fünf Uhr im Gefolge Christians mit Charles Churchill, Thomas Burkett, John Sumner, Isaac Martin, Henry Hillbrant, Alexander Smith und Quintal, nun bewaffnet mit Entermessern. In nahezu allen späteren Zeugenaussagen wird er als bewaffneter Meuterer beschrieben, wenngleich er dabei nicht durch eine nennenswerte Handlung auffiel. Morrison will ihn mit Robert Lamb (Loyalist) im Zwischendeck Wache am vorderen Aufstieg stehend gesehen haben. In seiner als nicht glaubwürdig erachteten Verteidigung behauptete Burkett, dass McCoy ihn durch Drohungen gezwungen habe eine Muskete zu ergreifen, um sich damit gegen seinen Willen mit den Meuterern zu solidarisieren. Von Bligh wurde McCoy in seiner Auflistung der Meuterer folgend beschrieben: William Mickoy, 25 Jahre alt, etwa 5 Fuß und 6 Zoll hoch, heller Teint, hellbraune Haare, kräftig gebaut; eine Narbe an der Stelle, an der er in den Bauch gestochen wurde; eine kleine Narbe am Kinn; an verschiedenen Stellen tätowiert.
Beim gescheiterten Siedlungsversuch der Meuterer auf Tubuai betrieb McCoy eine Schmiede, in der er Werkzeuge für den Bau des Fort George herstellte und reparierte. Am Tag der Rückkehr nach Tahiti am 22. September 1789 ist McCoy als einer von neun Meuterern auf der Bounty verblieben, die am Abend desselben Tages die sechzehn anderen Seeleute zurücklassend wieder in See ging. Nach einer viermonatigen Fahrt erreichte das Schiff im späten Januar 1790 die Insel Pitcairn, wo die neun Meuterer mit ihren tahitianischen Begleitern von Bord gingen.

### Auf Pitcairn
Nach Pitcairn wurde McCoy von seiner tahitianischen Gefährtin Teio (alias „Mary“) begleitet, die ihm in den kommenden Jahren zwei Kinder gebar. Sie hatte bereits eine etwa einjährige Tochter mitgeführt, die aber nicht sein leibliches Kind war. Mit seinem Freund Quintal soll McCoy besonders gegenüber den in Begleitung der Meuterer mitgereisten tahitianischen Männern mit einer aggressiven und geringschätzigen Einstellung aufgetreten sein, die ihren Anteil an dem schon bald einsetzenden Konflikt zwischen den Meuterern und den Tahitianern beitrug. Bei deren zweiter Erhebung am 20. September 1793 floh er mit Quintal in die Berge, während fünf Kameraden getötet wurden und zwei weitere (Young und Smith) in Gefangenschaft fielen. Einer Aufforderung der Frauen, in die Siedlung zurückzukehren, um die zwei nach den Kämpfen zurückgebliebenen Tahitianer zu töten, kamen sie nicht nach. Erst nachdem diese am 3. Oktober 1793 von einer der Frauen und Young getötet wurden, kehrten sie zurück.
1796 fiel McCoy von einer Kokospalme und verletzte sich schwer an der rechten Hüfte und Körperseite. Bereits in seiner schottischen Heimat darin gelernt, gelang ihm mittels des Kupferkessels der Bounty ein Destillat aus Taro, worauf er am 20. April 1798 eine erste Flasche mit Schnaps befüllen konnte. Sowohl er, als auch sein Freund Quintal verfielen darauf dem Alkoholismus. Noch im selben Jahr trank sich McCoy ins Delirium, band einen Stein um den Hals und stürzte sich von den Klippen in den Tod.
Die Kinder von William McCoy waren:
1. Daniel McCoy (* ~1791–92 auf Pitcairn, † 26. Dezember 1832 auf Pitcairn); ⚭ mit Sarah Quintal (* 25. November 1794 auf Pitcairn, † 27. November 1851 auf Pitcairn).
2. Catherine McCoy (* 1800 auf Pitcairn, † 8. Juni 1831 auf Tahiti); ⚭ mit Arthur Quintal (* 1794–99 auf Pitcairn, † 19. November 1873 auf Norfolk).

## Fiktionale Darstellung
- Meuterei auf der Bounty (1935), dargestellt von Alec Craig
- Meuterei auf der Bounty (1962), dargestellt von Noel Purcell
- Die Bounty (1984), dargestellt von Andrew Wilde

## Überlieferungen

### Erzählungen
- Teehuteatuaenoa („Jenny’s Account I“) nach einem anonymen Autor – Sydney Gazette and New South Wales Advertiser, 17. Juli 1819.
- Teehuteatuaenoa („Jenny’s Account II“) nach Henry Nott – Bengal Hurkaru, 2. Oktober 1826 & United Service Journal and Naval and Military Magazine (1829), Part II, S. 589–593.

### Erlebnisberichte
- Beechey, Frederick W., Narrative of a Voyage to the Pacific and Beering’s Strait. London 1831.
- Bligh, William, A voyage to the South sea, undertaken by command of His Majesty, for the purpose of conveying the bread-fruit tree to the West Indies, in His Majesty’s ship the Bounty, commanded by Lieutenant William Bligh. London 1792.
- Buffett, John, A Narrative of 20 years’ Residence on Pitcairn’s Island. In: The Friend, Vol. IV (1846), S. 2–3, 20–21, 27–28, 34–35, 50–51, 66–68.
- Morrison, James, Mutiny and Aftermath: James Morrison’s Account of the Mutiny on the Bounty and the Island of Tahiti. Hrsg. von Vanessa Smith, Nicholas Thomas. University of Hawaiʻi Press 2013.